# Mariana Prachařová
Mariana Prachařová (* 17. dubna 1994 Praha) je česká herečka, zpěvačka a influencerka, dcera herečky Dany Batulkové a herce Davida Prachaře a také sestra herce a moderátora Jakuba Prachaře.
Svou první filmovou roli získala již v deseti letech v televizním filmu Poklad na sovím hrádku (2004).V seriálu České televize Horákovi ztvárnila Terezu Krátkou, dceru Lucie Horákové. V roce 2018 jako moderátorka mapovala zákulisí soutěže StarDance …když hvězdy tančí. Zahrála si také epizodní role v seriálech Specialisté (2023), Kriminálka Anděl (2014), nebo Comeback (2008) V letech 2022 a 2023 hrála v seriálu Dobré zprávy, kde ztvárnila Anetu Tmějovou, asistentku producenta.
Kromě YouTube je Mariana aktivní na Instagramu, kde má 178 000 sledujících.